# Tim Pocock
Pour les articles homonymes, voir Pocock.
Tim Pocock est un acteur australien né le 24 octobre 1985 à Sydney.

## Filmographie

### Films
- 2009 : X-Men Origins: Wolverine : Scott Summers
- 2010 : Driver : Nash
- 2013 : La Dernière Tranchée d'Adrian Powers et Johan Earl : soldat O'Leary
- 2014 : Lemon Tree Passage de David James Campbell : Toby Stone
- 2016 : Red Billabong de Luke Sparke : Tristan Marshall

### Séries
- 2010 : Cops L.A.C. (en) : Lance (1 épisode)
- 2010 - 2011 : Dance Academy : Ethan Karamakov (43 épisodes)
- 2013 : Camp : Robbie Matthews (10 épisodes)
- 2017 : Runaways : jeune Victor Stein (1 épisode)
- 2020 : We Were Tomorrow : William Blane (4 épisodes)